# Дламини, Рассел
Рассел Ммемо Дламини (англ. и свати Russell Mmemo Dlamini; род. 23 октября 1973) — эсватининский политик. Премьер-министр Эсватини с 3 ноября 2023 года.

## Биография
Дламини получил степень бакалавра сельскохозяйственных наук в Университете Эсватини, затем в 2006 году степень магистра в области планирования и управления устойчивым развитием в Стелленбосском университете. В ноябре 2015 года был назначен генеральным директором Национального агентства по борьбе со стихийными бедствиями.
После всеобщих выборов 2023 года король Мсвати III решил назначить Дламини премьер-министром.